# Bunder Burg
Die Bunder Burg ist eine abgegangene hochmittelalterliche Burg in Form eines Steinhauses im Westen des Ortskerns von Bunde im niedersächsischen Landkreis Leer.

## Geschichte
Nach den Ergebnissen der archäologischen Ausgrabung bestand die Burg vom 12. bis ins 14. Jahrhundert. Zu dieser Zeit sind noch keine ostfriesische Häuptlinge in Bunde überliefert. Erst mit Gala Nommka tritt 1391 und 1420 ein Bunder Häuptling bei Grenzfestlegungen in Erscheinung. Dieser kann aber schon im Steinhaus Bunderhee, dem noch existierenden Nachfolger der Bunder Burg, residiert haben.

## Beschreibung
Die Burganlage setzt sich aus einem Hügel von 30 bis 34 Metern Durchmesser und 2 Metern Höhe und einer Vorburg von 20 × 60 Metern Größe im Nordwesten zusammen. Der Hauptburghügel war auf drei Seiten von einem natürlichen Wasserlauf umgeben. Nur die Vorburg war durch einen künstlichen Graben abgetrennt. Der Zugang erfolgte von Osten über das Plateau der Vorburg und auf die Hauptburg. Die Verfüllung des zehn bis 15 Meter breiten Wassergrabens mit kalkhaltigem Klei macht wahrscheinlich, dass er eine schiffbare Verbindung zur Ems bzw. zum Dollart besaß. Auf der Hauptburg kamen 1973 bei Ausgrabungen die Fundamentgräben eines Steinhauses von zehn bis elf Metern Länge und neun Meter Breite mit 1,4 Meter starken Mauern zu Vorschein. In seiner Nordecke befand sich ein Brunnen. Wahrscheinlich besaß es einen hölzernen Vorgängerbau. In fünf Metern Abstand verlief eine hölzerne Befestigung. Möglicherweise wurde sie im Nordosten durch einen Graben verstärkt. Im Nordwesten ist der Hügel teilweise abgegraben, im Südosten ist im Zweiten Weltkrieg ein Bunker eingetieft worden.